# Кропив'янка чорносмуга
Кропи́в'янка чорносмуга (Curruca boehmi) — вид горобцеподібних птахів родини кропив'янкових (Sylviidae). Мешкає в Східній Африці. Вид названий на честь німецького зоолога Ріхарда Бьома.

## Опис
Довжина птаха становить 12 см. Верхня частина тіла переважно сіра, на горлі темні плями, на крилах білі смужки, хвіст чорнуватий, крайні стернові пера білі. Нижня частина тіла біла, за винятком широкої чорної смуги на верхній частині грудей, боки рудувато-коричневі.

## Підвиди
Виділяють три підвиди:
- C. b. somalica (Friedmann, 1928) — Ефіопія, північний захід Сомалі і північний схід Кенії;
- C. b. marsabit (Van Someren, 1931) — північ Кенії;
- C. b. boehmi (Reichenow, 1882) — південь Кенії і Танзанія.

## Поширення і екологія
Чорносмугі кропив'янки мешкають в Сомалі, Ефіопії, Кенії і Танзанії. Вони живуть в сухих саванах і акацієвих заростях та в чаганикових заростях на берегах річок. Живляться комахами, дрібними ягодами, іноді насінням. Сезон розмноження триває з листопада по червень з піком у травні-червні.